# The Defenders (série télévisée, 2010)
Pour les articles homonymes, voir The Defenders et Les Défenseurs.
The Defenders est une série télévisée juridique américaine en dix-huit épisodes de 43 minutes créée par Kevin Kennedy et Niels Mueller, diffusée entre le 22 septembre 2010 et le 11 mars 2011 sur le réseau CBS et sur le réseau CTV au Canada.
En France, la série est diffusée depuis le 23 mai 2011 sur Paris Première et depuis le 14 août 2012 sur M6, Au Québec, depuis le 1er septembre 2011 sur Séries+ et en Belgique depuis le 24 février 2013 sur Club RTL.

## Synopsis
Deux brillants mais arrogants avocats de Las Vegas vont aussi loin qu'ils le peuvent pour défendre leurs clients. À la tête de leur propre cabinet, Nick Morelli et Pete Kaczmarek ont une clientèle très éclectique, attirée par l'appât du gain. Si Nick est un défenseur consciencieux traitant toutes les affaires - petites ou grandes - de façon égale, Pete, son partenaire, est davantage motivé par son amour pour les voitures de sport, les belles femmes et les vêtements de haute-couture. Le duo est rejoint par une nouvelle associée, Lisa Tyler, au passé peu glorieux. Et enfin, l'ingénue Zoe, la jeune assistante prête à tout pour plaire à ses patrons, complète le tableau de la firme Morelli & Kaczmarek.
Alors que la chance semble leur sourire professionnellement parlant, les deux hommes sont accaparés par leurs vies personnelles. Pendant que Pete enchaîne les conquêtes, Nick tente de sauver son mariage et se montrer le plus présent possible dans la vie de son fils. Mais peu importent les tracas, quand les enjeux sont importants, les deux avocats sont prêts à parier la maison de leurs clients pour atteindre leur but.

## Distribution

### Acteurs principaux
- Jerry O'Connell (VF : Thierry Wermuth) : Pete Kaczmarek
- James Belushi (VF : Bruno Choël) : Nick Morelli
- Jurnee Smollett-Bell (VF : Laëtitia Lefebvre) : Lisa Tyler
- Tanya Fischer (VF : Laurence Sacquet) : Zoey Waters

### Acteurs récurrents et invités
- Teddy Sears (VF : Jean-Pascal Quilichini) : Thomas Cole, avocat (10 épisodes)
- Monnae Michaell (VF : Sophie Arthuys) : Juge Bass (6 épisodes)
- Nealla Gordon (en) (VF : Marie Lenoir)  : Juge Susan White (6 épisodes)
- Kuno Becker (VF : Cédric Dumond) : Tony Velasco (5 épisodes)
- Glynn Turman (VF : Jean Barney) : le juge Bob Owens (5 épisodes)
- Julian Acosta (VF : Guillaume Orsat) : Juge Reyes (5 épisodes)
- Gillian Vigman (VF : Dominique Westberg) : Jessica Morelli, femme de Nick (4 épisodes)
- Ron Melendez (VF : Damien Boisseau) : Boyd Sneed (épisodes 3, 5 et 7)
- Dan Aykroyd (VF : Patrice Melennec) : le juge Maximus Hunter (épisodes 14 et 15)
- Kathy Griffin : Sally Scott (épisode 17)

 Source et légende : version française (VF) sur RS Doublage et Doublage Séries Database

## Production
Le pilote a été commandé le 26 janvier 2010.
Le casting a débuté à la fin février 2010 dans cet ordre : James Belushi, Jurnee Smollett, Tanya Fischer et Jerry O'Connell.
CBS commande la série le 17 mai 2010, puis deux jours plus tard, place la série dans la case du mercredi à 22 h à l'automne.
Le 21 octobre 2010, CBS a commandé une saison complète. Elle est déplacée au vendredi soir à partir de février 2011.
Parmi les invités : Dan Aykroyd et Kathy Griffin.
Ayant terminé sa saison de 18 épisodes à la mi-mars, CBS confirme l'annulation de la série le 15 mai 2011.

## Épisodes
| N° | Titre                                                | Réalisation           | Scénario                             | Audiences (millions) | Première diffusion | Diffusion française |
| -- | ---------------------------------------------------- | --------------------- | ------------------------------------ | -------------------- | ------------------ | ------------------- |
| 01 | La Classe à Végas Pilot                              | Davis Guggenheim      | Kevin Kennedy Niels Mueller          | 12,09                | 22 septembre 2010  | 23 mai 2011         |
| 02 | 4 000 $ au soleil Las Vegas v. Reid                  | Jeffrey Melman        | Peter Noah (en)                      | 10,41                | 29 septembre 2010  | 23 mai 2011         |
| 03 | Toute la vérité, rien que la vérité Nevada v. Carter | Jeff Melman           | Peter Noah                           | 9,275                | 6 octobre 2010     | 23 mai 2011         |
| 04 | Les Rois de la flambe Nevada v. Cerrato              | Charles Haid          | Brett Conrad                         | 9,903                | 13 octobre 2010    | 30 mai 2011         |
| 05 | Femmes fatales Nevada v. Sen. Harper                 | Jeff T. Thomas        | Jacqueline Hoyt Bruce Rasmussen (en) | 10,029               | 20 octobre 2010    | 30 mai 2011         |
| 06 | Rock 'n' roll attitude Nevada v. Rodgers             | Jamie Babbit          | Kevin Kennedy Niels Mueller          | 9,796                | 27 octobre 2010    | 30 mai 2011         |
| 07 | Black Betty Las Vegas v. Johnson                     | Timothy Busfield      | Carolina Paiz                        | 9,937                | 3 novembre 2010    | 6 juin 2011         |
| 08 | La Musique dans le sang Nevada v. Killa Diz          | Rod Holcomb           | Brett Conrad                         | 8,4                  | 10 novembre 2010   | 6 juin 2011         |
| 09 | Comme par magie… Whitten v. Fenlee                   | Christine Moore       | Peter Noah Bruce Rasmussen           | 9,433                | 17 novembre 2010   | 6 juin 2011         |
| 10 | Aux armes ! Nevada v. Dennis                         | Matt Earl Beesley     | Jacqueline Hoyt                      | 10,541               | 8 décembre 2010    | 13 juin 2011        |
| 11 | Cortex Nevada v. Riley                               | Richard J. Lewis (en) | Kevin Kennedy                        | 10,285               | 15 décembre 2010   | 13 juin 2011        |
| 12 | Que justice soit faite Nevada v. Wayne               | Greg Beeman           | Bruce Rasmussen                      | 6,809                | 12 janvier 2011    | 13 juin 2011        |
| 13 | Vieilles Canailles Nevada v. Donnie the Numbers Guy  | John Showalter (en)   | Brett Conrad                         | 8,706                | 4 février 2011     | 19 juin 2011        |
| 14 | Le Cœur des hommes Nevada v. Doug the Mule           | Charlie Haid          | Carolina Paiz                        | 7,906                | 11 février 2011    | 19 juin 2011        |
| 15 | Juge et Coupable Nevada v. Hunter                    | Brad Silberling       | Niels Mueller                        | 8,468                | 18 février 2011    | 26 juin 2011        |
| 16 | Dose mortelle Noland v. Galloway Pharmaceuticals     | Christine Moore       | Matt Payne                           | 8,677                | 25 février 2011    | 26 juin 2011        |
| 17 | Nuit d'ivresse Nevada v. Greene                      | Charlie Haid          | Kevin Kennedy                        | 8,585                | 4 mars 2011        | 3 juillet 2011      |
| 18 | Morelli vs Kaczmarek Morelli v. Kaczmarek            | Paul McCrane          | Niels Mueller                        | 8,381                | 11 mars 2011       | 3 juillet 2011      |